# نیروی هوایی سلطنتی مراکش
نیروی هوایی پادشاهی مراکش (انگلیسی: Royal Moroccan Air Force) نیروی هوایی زیرمجموعه نیروهای مسلح پادشاهی مراکش است، که فعالیت خود را از سال ۱۹۵۶ آغاز کرد.